# Crabronini
Tribu
Crabronini est une tribu d'hyménoptères de la famille des crabronidés. Elle comprend les sous-tribus suivantes :
- Anacrabronina
- Crabronina